# Олинго на Ален
Олинго на Ален (Bassaricyon alleni) е вид бозайник от семейство Енотови (Procyonidae).

## Разпространение и местообитание
Разпространен е в Боливия, Еквадор и Перу.